# Foulées du Gois
La Foulées du Gois è una gara internazionale di corsa su strada che si tiene ogni anno sul Passaggio del Gois, una strada rialzata periodicamente sommersa dalle maree tra Beauvoir-sur-Mer e l'isola di Noirmoutier, in Francia. La corsa professionistica si svolge da un'estremità all'altra della strada rialzata, per una distanza di 4,15 chilometri.
La gara professionistica, che è limitata a una trentina di concorrenti selezionati tra vari candidati di varie nazionalità, inizia quando l'acqua attraversa per la prima volta la strada. I vincitori spesso arrivano al traguardo con l'acqua che arriva alle caviglie mentre coloro che sono rimasti intrappolati nell'onda crescente sono costretti a nuotare fino al traguardo.